# Lincoln Navigator
Lincoln Navigator (укр. Лінкольн Навігатор) — повнорозмірні люксові рамні позашляховики, що виробляються компанією Lincoln з 1997 року.

## Перше покоління (1997—2002)

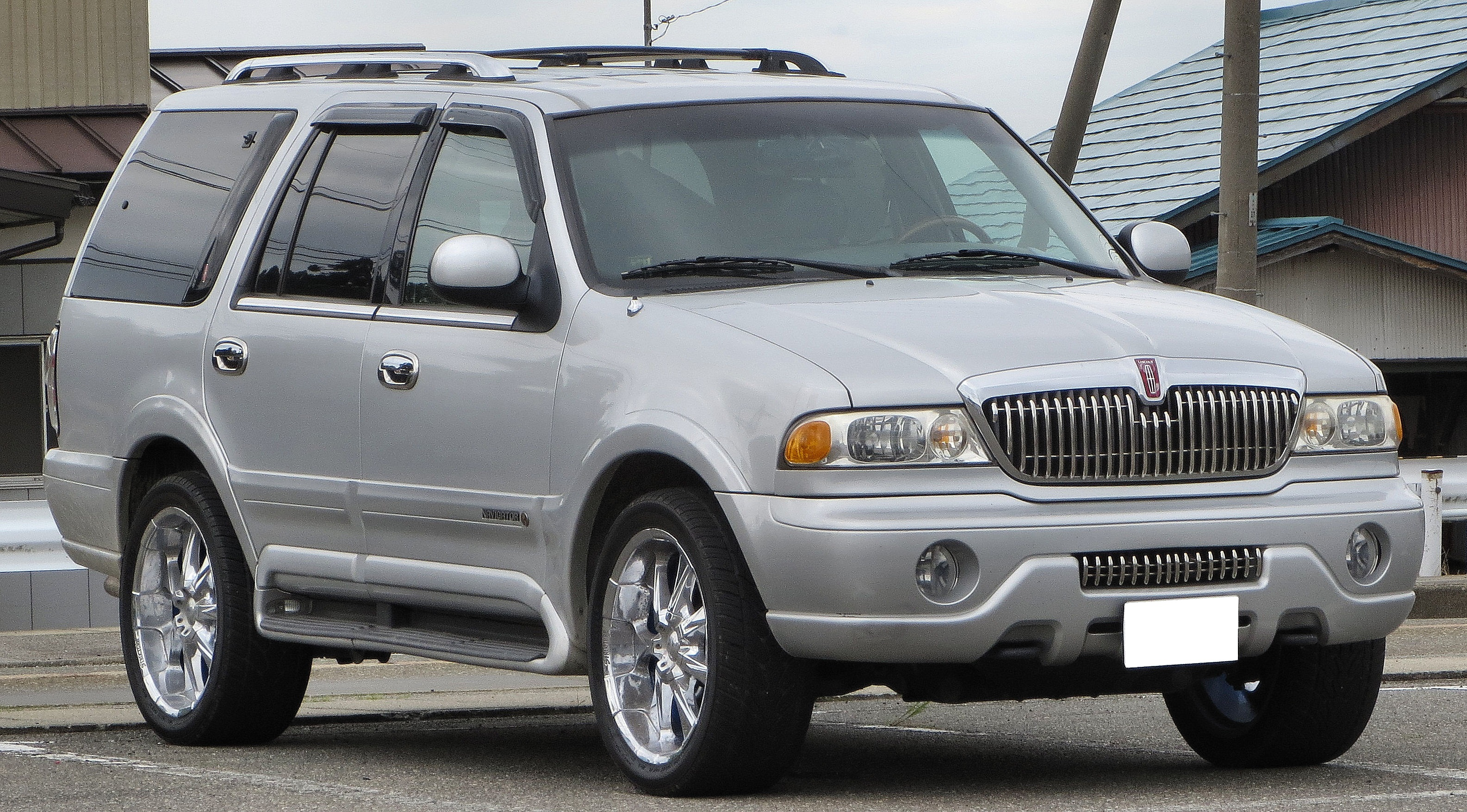
Lincoln Navigator 1

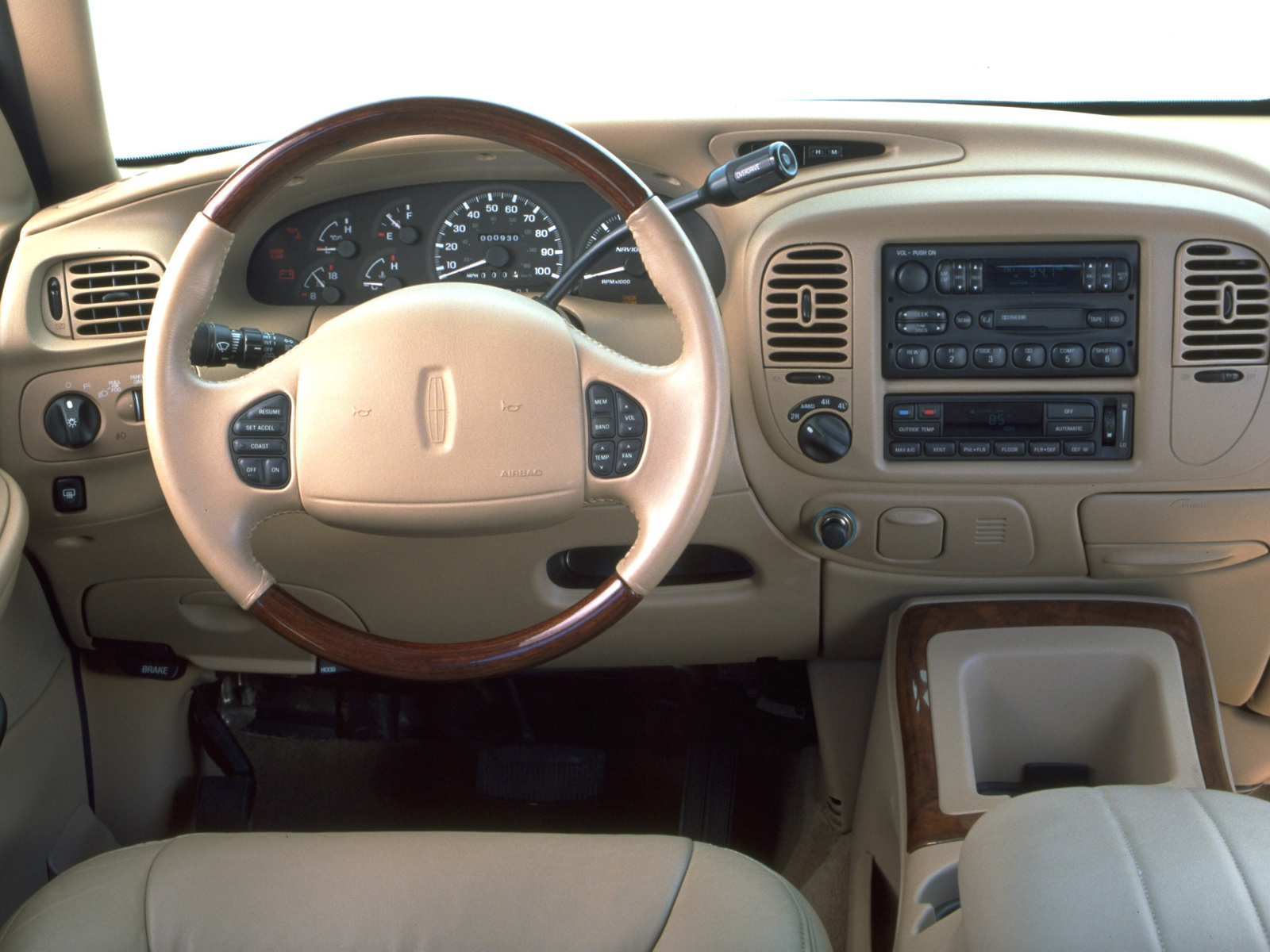

Перший Navigator модельного 1998 року був представлений в серпні 1997 року, як перший SUV від Лінкольна місткістю до 8 чоловік. Незважаючи на загальну базу з Ford Expedition Лінкольн являє собою більш комфортну і технологічну версію, ніж звичайний Ford. Головні відмінності це передні і задні ліхтарі, ґрати радіатора хромовані на відміну від фордівських. Різні дверні ручки, стійки даху, капот, колісні арки та ін. У салоні на перший погляд Навігатор не сильно відрізняється від свого брата близнюка «Експедішн». Проте в Лінкольні була поліпшена шумоізоляція, використовувалися більш дорогі матеріали в салоні. Приміром шкіряні сидіння йшли в стандартній комплектації.
Перше покоління оснащувалося антиблокувальними дисковими гальмами, бічними подушками безпеки, чотирма динаміками преміум аудіо-системою з AM/FM, автоматичним клімат-контролем та іншими функціями.
Розгін до 100 км/год становив близько 10.3 секунд.

### Lincoln Blackwood

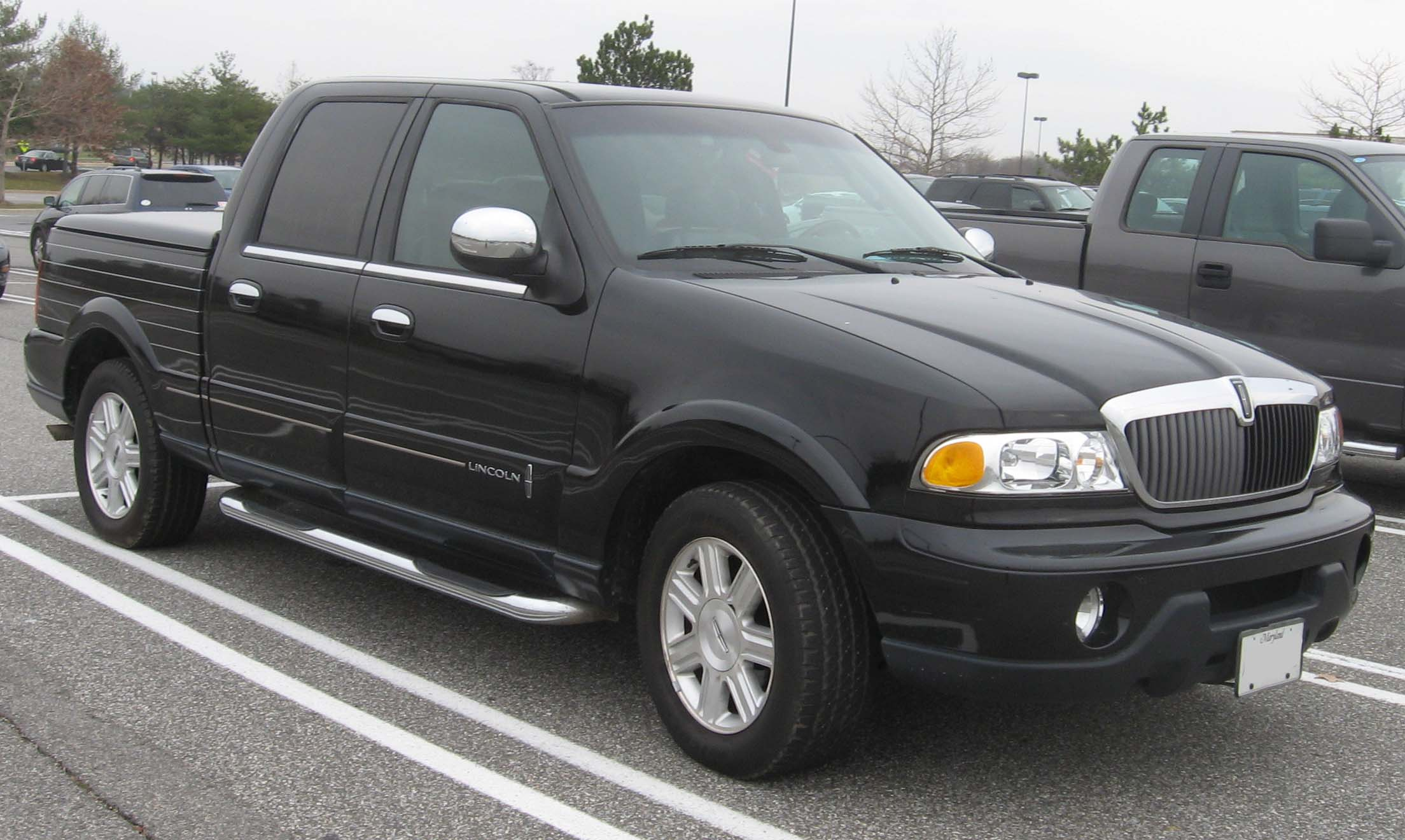
Lincoln Blackwood

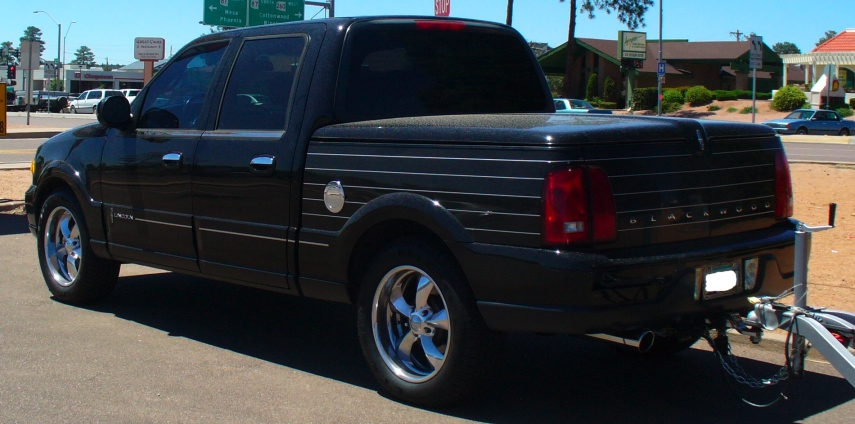
Lincoln Blackwood

На основі Лінкольн Навігатор з 2001 по 2002 роки випускався люксовий пікап Lincoln Blackwood.

### Двигуни
| Роки виробництва | Об'єм | Двигун                 | Потужність         | Крутний момент |
| ---------------- | ----- | ---------------------- | ------------------ | -------------- |
| 1998–1999        | 5,4 л | Ford Triton 5.4L V8    | 190 кВт (260 к.с.) | 468 Нм         |
| 1999–2002        | 5,4 л | Lincoln InTech 5.4L V8 | 220 кВт (300 к.с.) | 481 Нм         |

## Друге покоління (2003—2006)

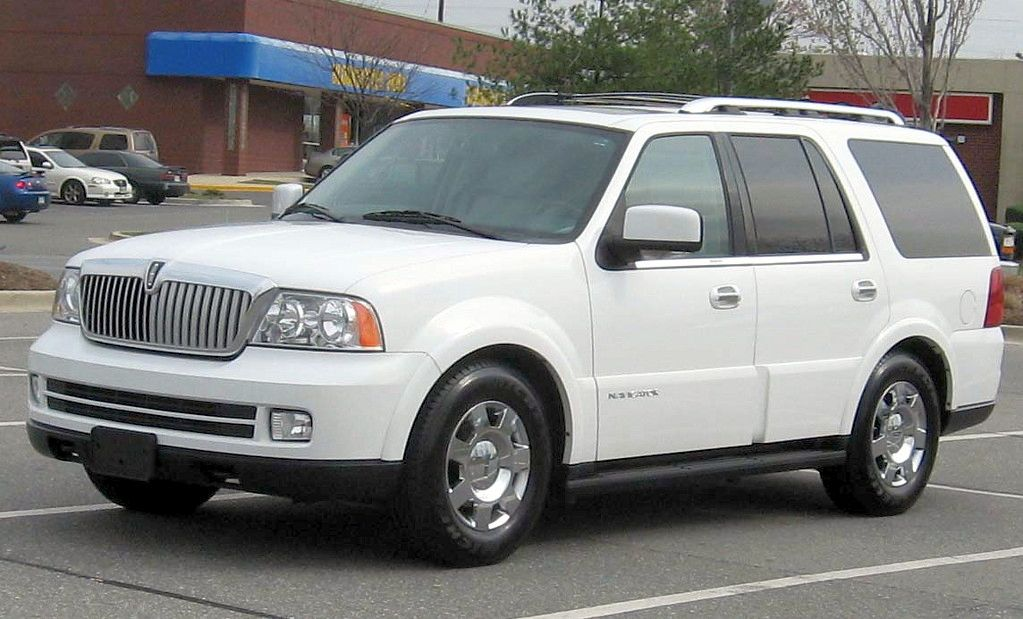
Lincoln Navigator 2 (2005—2006)

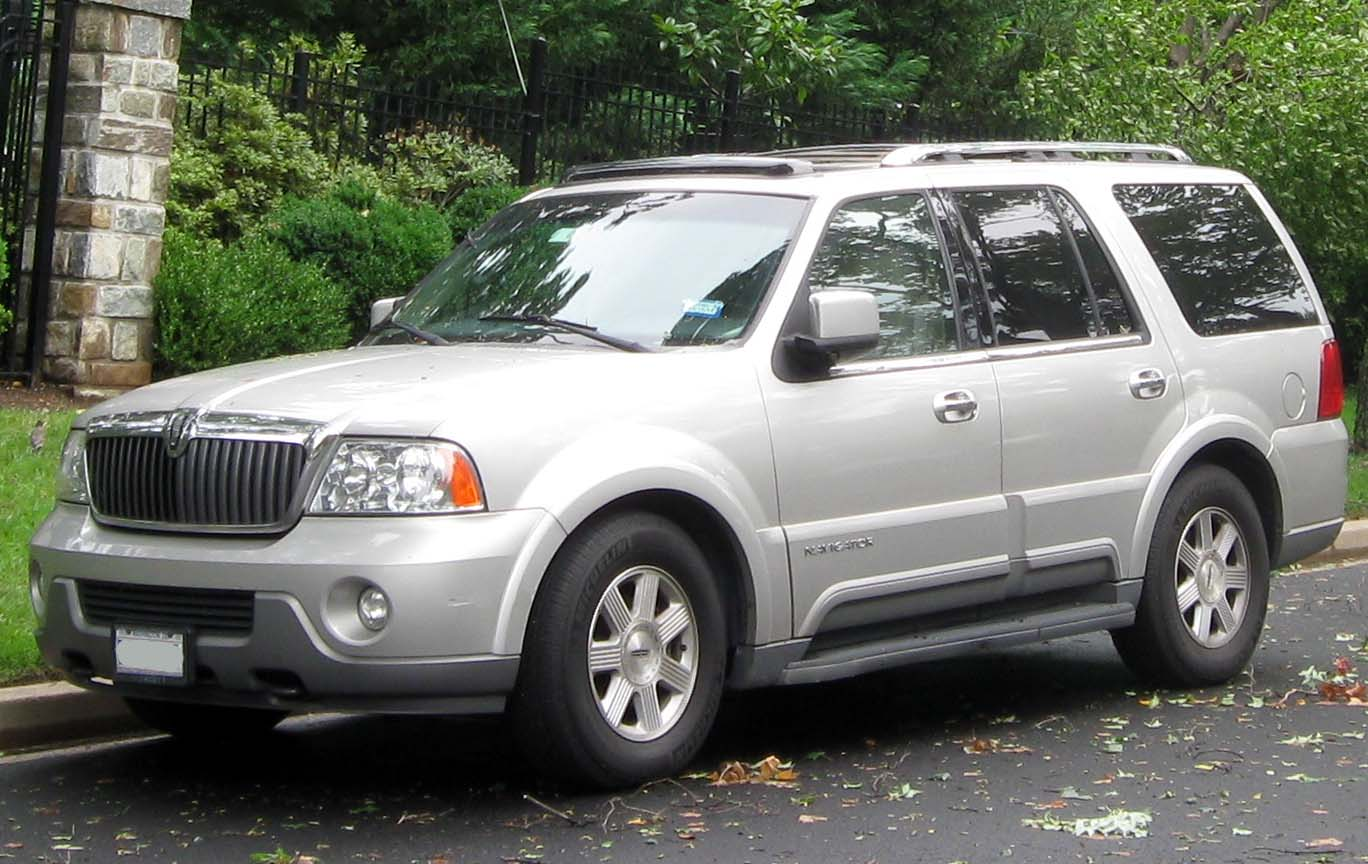
Lincoln Navigator 2 (2003—2005)

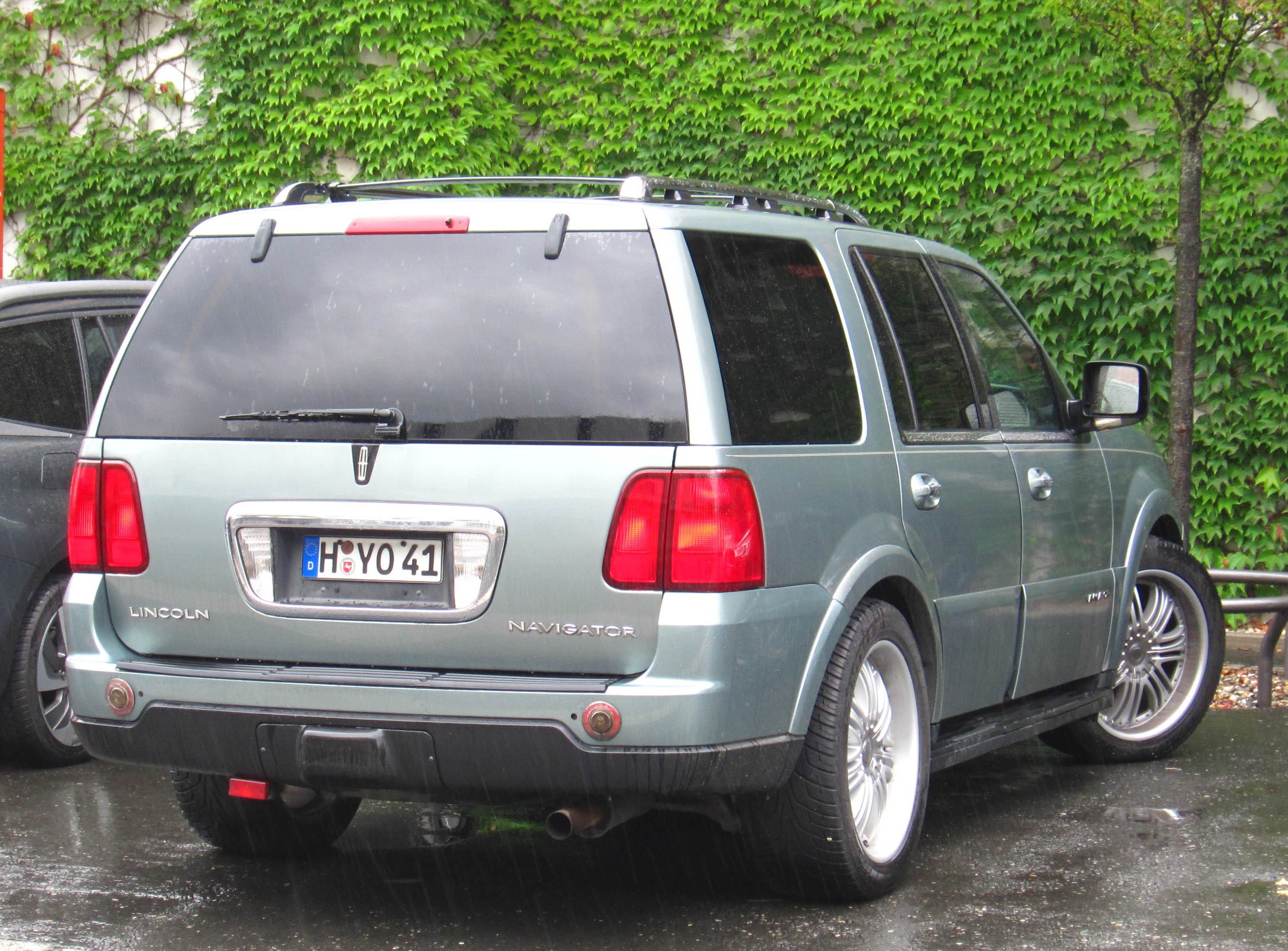

У 2003 році представлено друге покоління Lincoln Navigator, що являє собою глибоку модернізацію першого покоління. Автомобіль отримав двигун 5.4 л V8 InTech потужністю 300 к.с. Рульове управління, гальмівна система і електронні системи були переглянуті.
У 2005 році модель модернізували і почали встановлювати двигун 5.4 л V8 Triton потужністю 300 к.с.

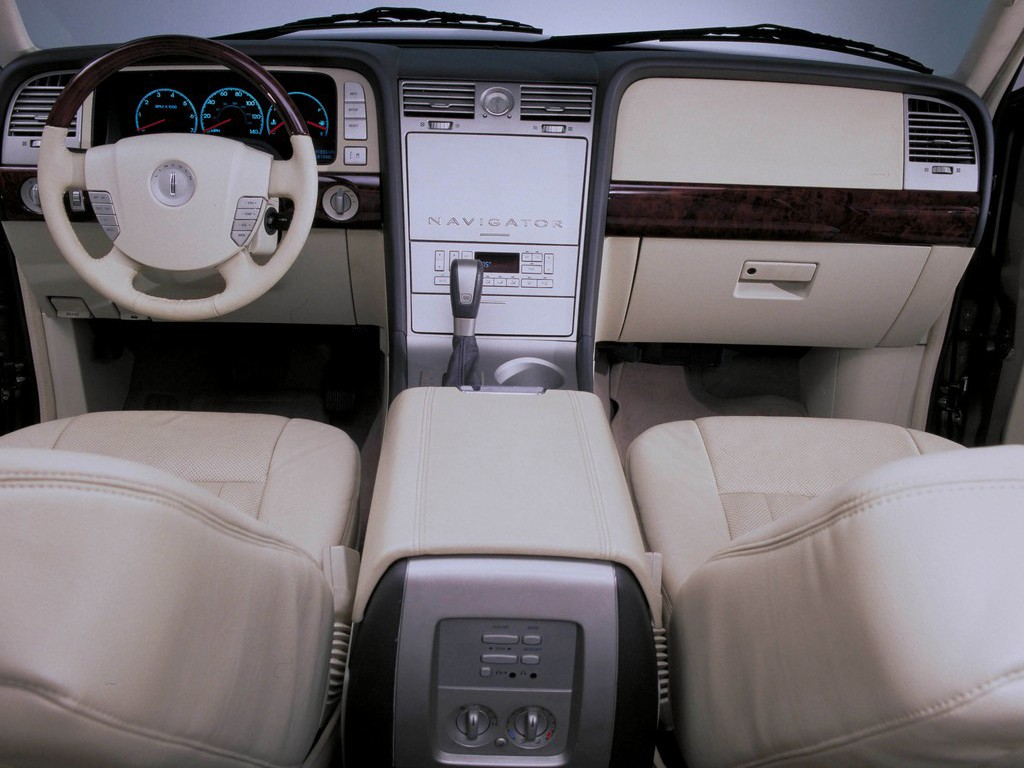

### Двигуни
| Роки виробництва | Об'єм | Двигун                 | Потужність         | Крутний момент | Примітки                       |
| ---------------- | ----- | ---------------------- | ------------------ | -------------- | ------------------------------ |
| 2003–2005        | 5,4 л | Lincoln InTech 5.4L V8 | 220 кВт (300 к.с.) | 481 Нм         |                                |
| 2005–2006        | 5,4 л | Ford Triton 5.4L V8    | 224 кВт (300 к.с.) | 495 Нм         | VCT (variable camshaft timing) |

## Третє покоління (2007—2017)

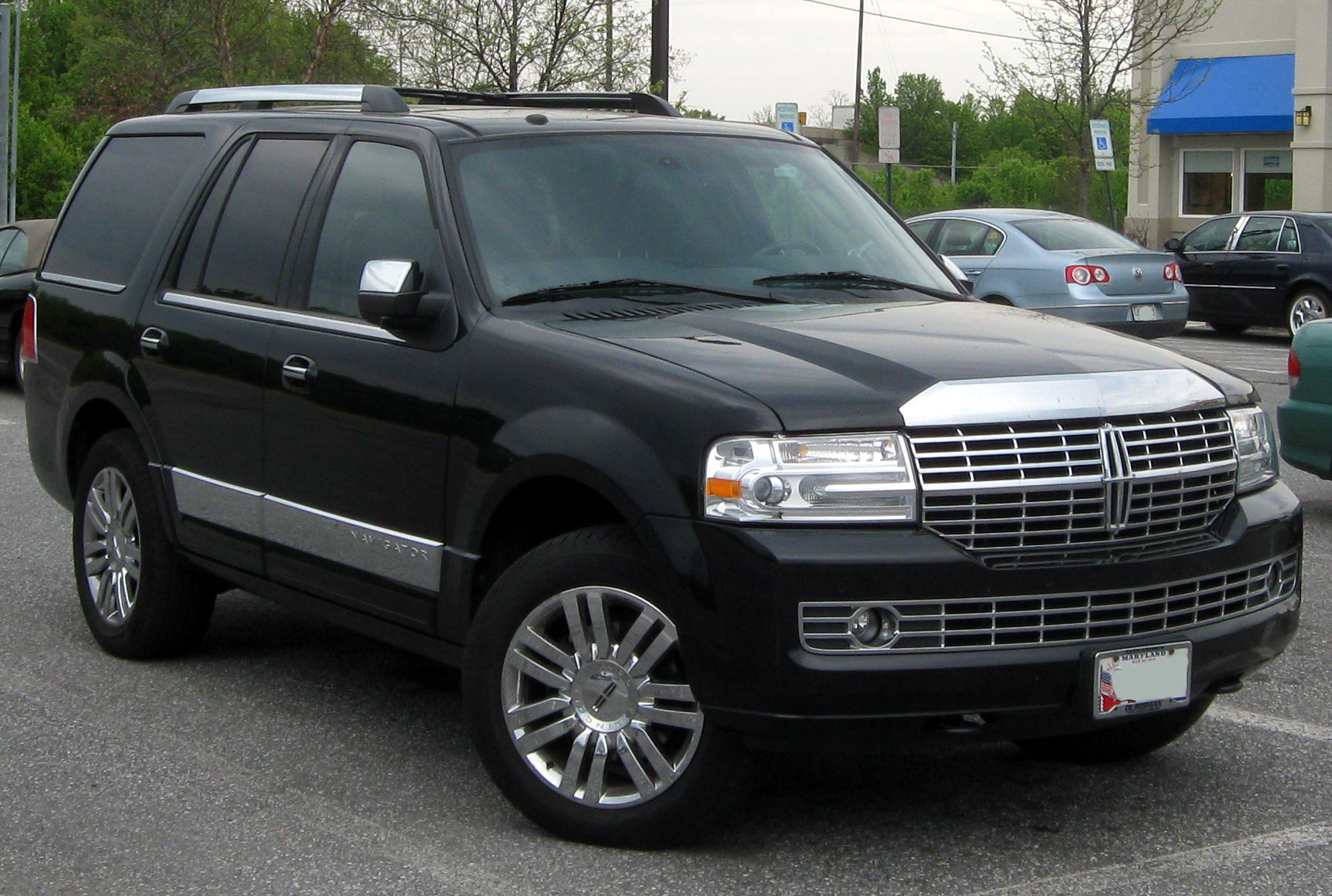
Lincoln Navigator 3 (2007—2014)

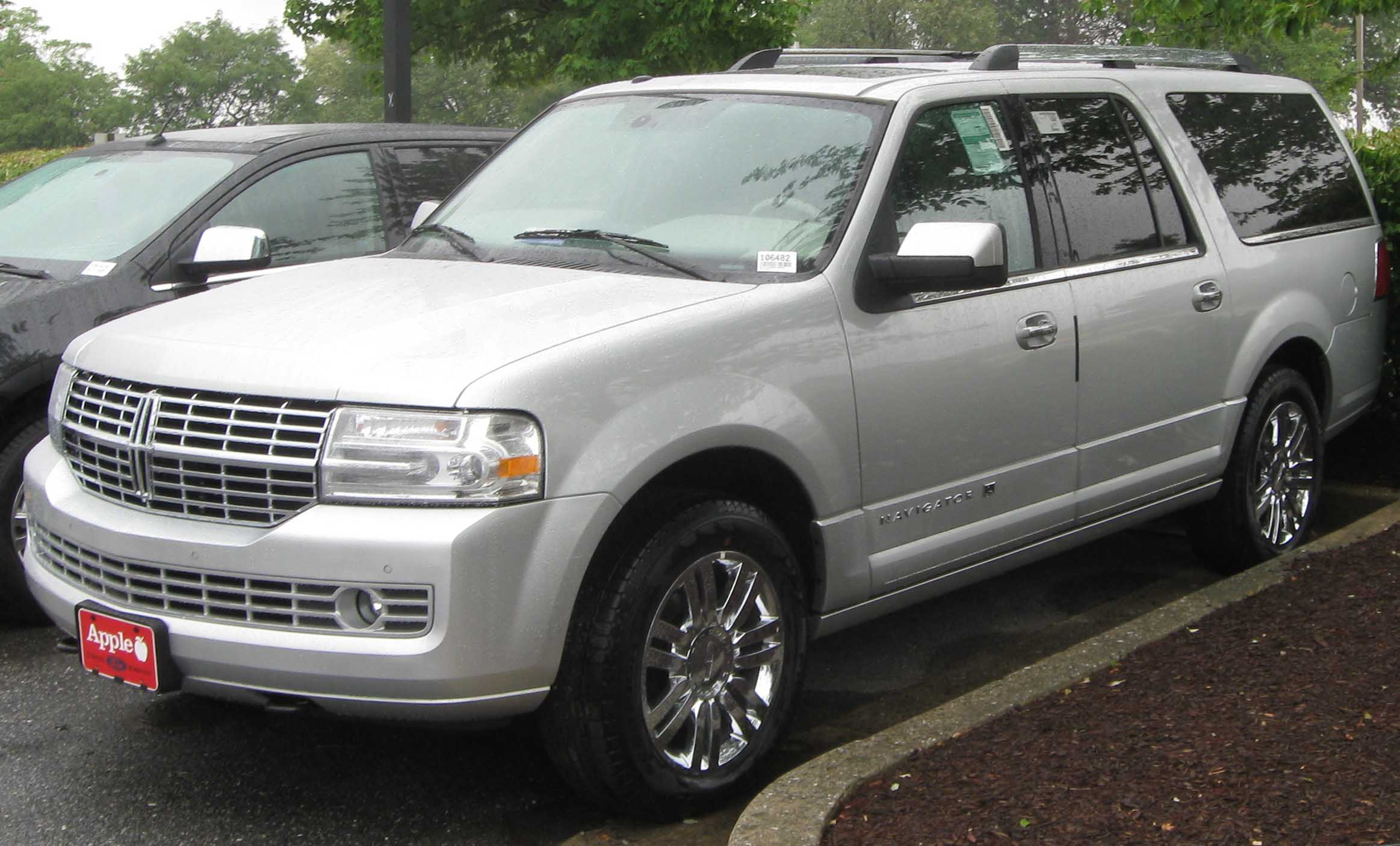
Lincoln Navigator 3 L (2007—2014)

У 2007 році представлено третє покоління Lincoln Navigator, що являє собою глибоку модернізацію другого покоління. Крім звичайної версії була й подовжена версія L. L версія довша, вона має довжину 5672 мм, 2024 мм в ширину, а висота така ж.
Автомобілі отримали двигун 5.4 л V8 Triton потужністю 300 к.с.
У 2009 році потужність двигуна зросла до 310 к.с.

### Фейсліфтинг 2014

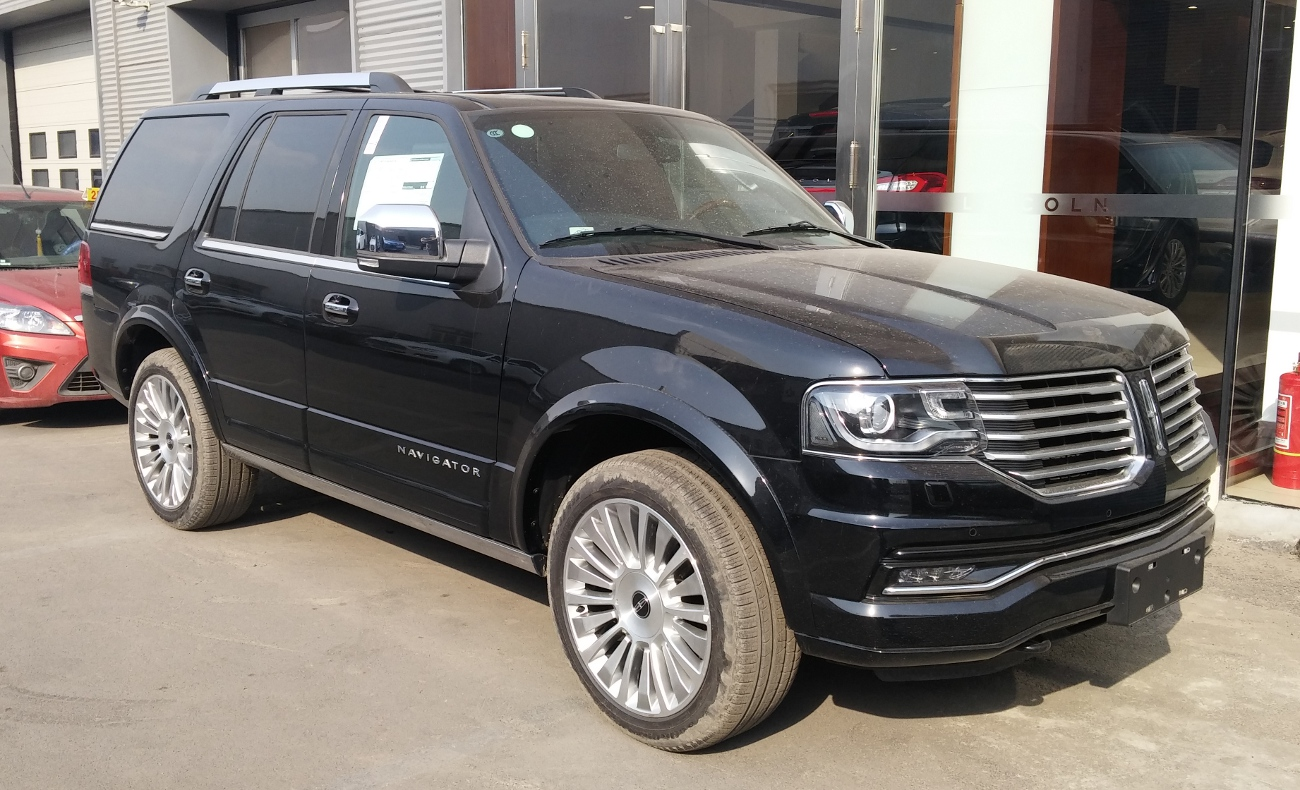
Lincoln Navigator 3 (2014—2017)

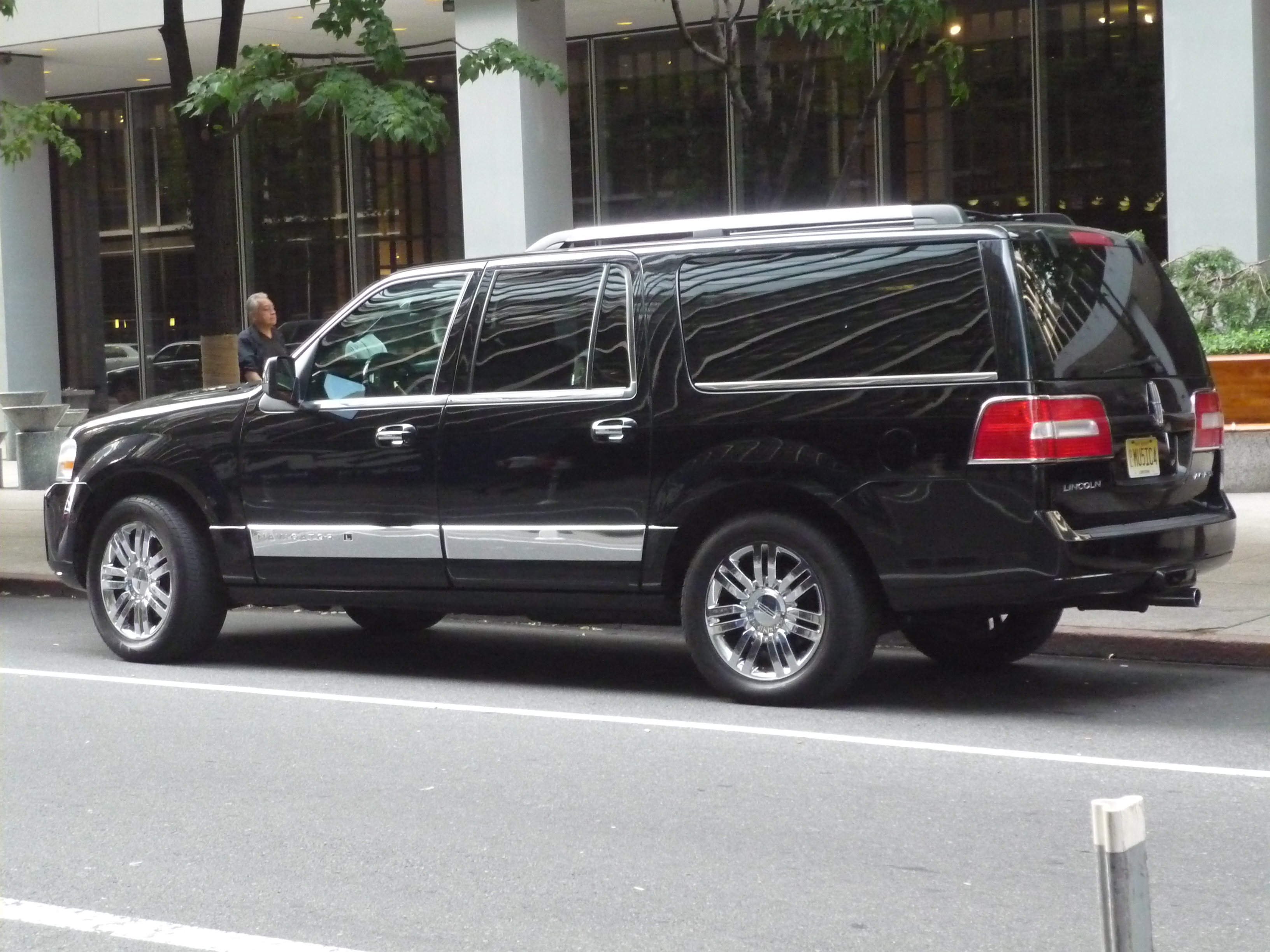
Lincoln Navigator 3 L

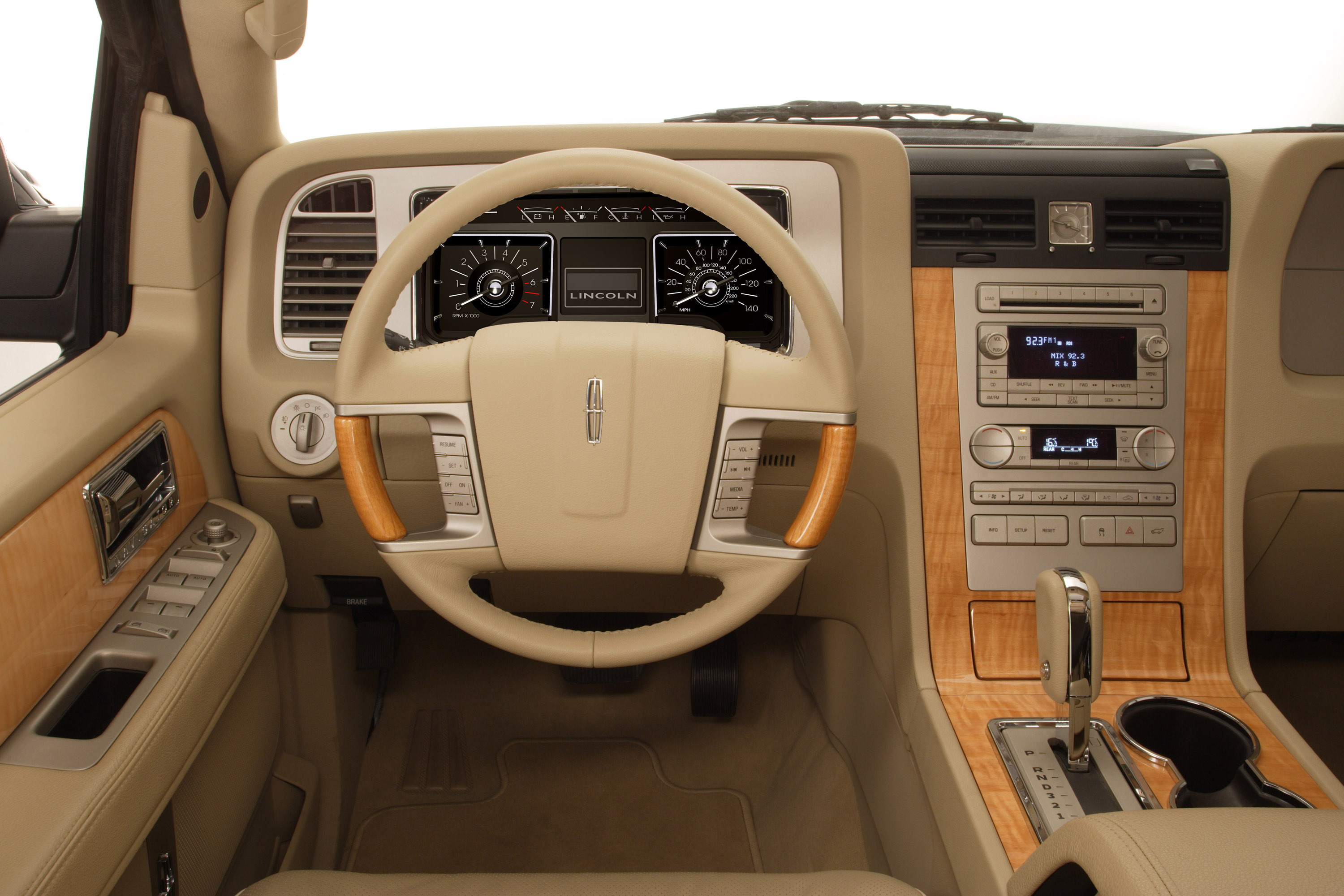

6 лютого 2014 року на автошоу в Чикаго представили оновлений Lincoln Navigator, а серійний випуск на заводі в Лоулсвіллі (Кентуккі) стартувало влітку 2014 року.
Автомобіль отримав новий бензиновий двигун EcoBoost V6 3.5 л з безпосереднім уприскуванням палива і двома турбокомпресорами потужністю 375 к.с. і крутним моментом 583 Нм. У парі з ним працює 6-ст. АКПП SelectShift з можливістю ручного перемикання. Привід — задній або повний.

### Фейсліфтинг 2015
В ході останніх оновлень 2015 року даний автомобіль зазнав зміни внутрішніх і зовнішніх елементів, а також отримав новий турбований двигун, який забезпечує більшу продуктивність з меншими витратами. Лінкольн Навігатор представлений у двох варіантах — зі стандартною і збільшеною колісною базою. У стандартну комплектацію Lincoln Navigator входить: 4-зонний клімат-контроль, система MyLincoln Touch, остання версія інформаційно-розважальної системи Sync 3 з 8-дюймовим сенсорним екраном, навігацією, голосовим управлінням і вдосконаленою аудіосистемою з 14-ма динаміками. Також, всі моделі оснащені світлодіодною підсвіткою датчиків приладової панелі. Повнопривідні моделі додатково включають систему допомоги при підйомі і спуску зі схилу. Як опції для Лінкольн Навігатор доступні: шкіряне оздоблення всіх сидінь, 22-дюймові диски, покращене покриття для підлоги, бічні сходинки з електроприводом, люк на даху і DVD-програвач з екранами, вмонтованими в підголовники.

### Двигуни
| Роки виробництва | Об'єм | Двигун                       | Потужність         | Крутний момент | Примітки                                 |
| ---------------- | ----- | ---------------------------- | ------------------ | -------------- | ---------------------------------------- |
| 2007–2009        | 5,4 л | Ford Triton 5.4L V8          | 224 кВт (300 к.с.) | 495 Нм         | VCT (variable camshaft timing)           |
| 2009–2014        | 5,4 л | Ford Triton 5.4L V8          | 231 кВт (310 к.с.) | 495 Нм         | VCT (variable camshaft timing), FlexFuel |
| з 2014           | 3,5 л | Ford Ti-VCT EcoBoost 3.5L V6 | 272 кВт (365 к.с.) | 569 Нм         | VCT (variable camshaft timing), FlexFuel |

## Четверте покоління (2018-2024)

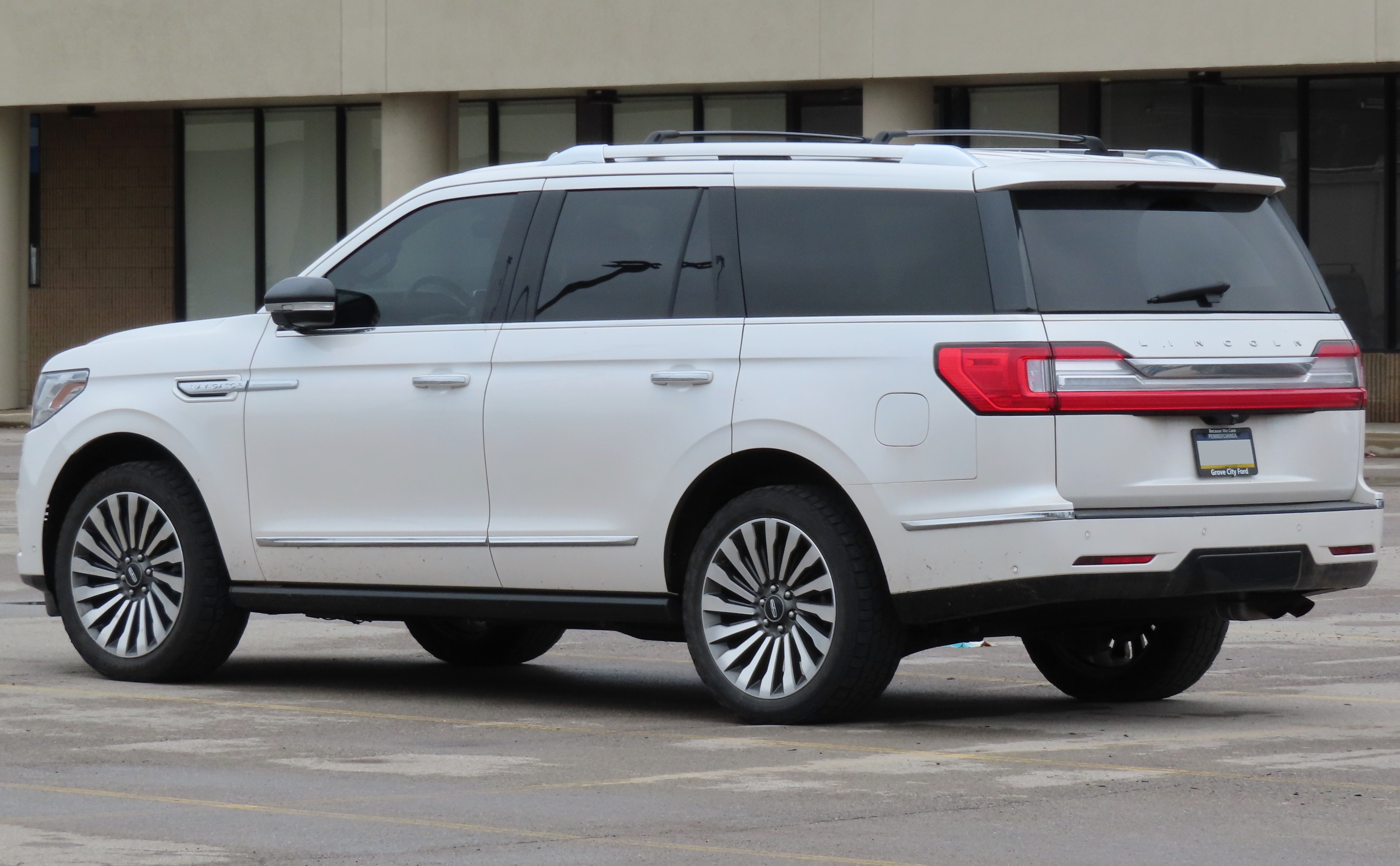
Lincoln Navigator L (2018-2021)

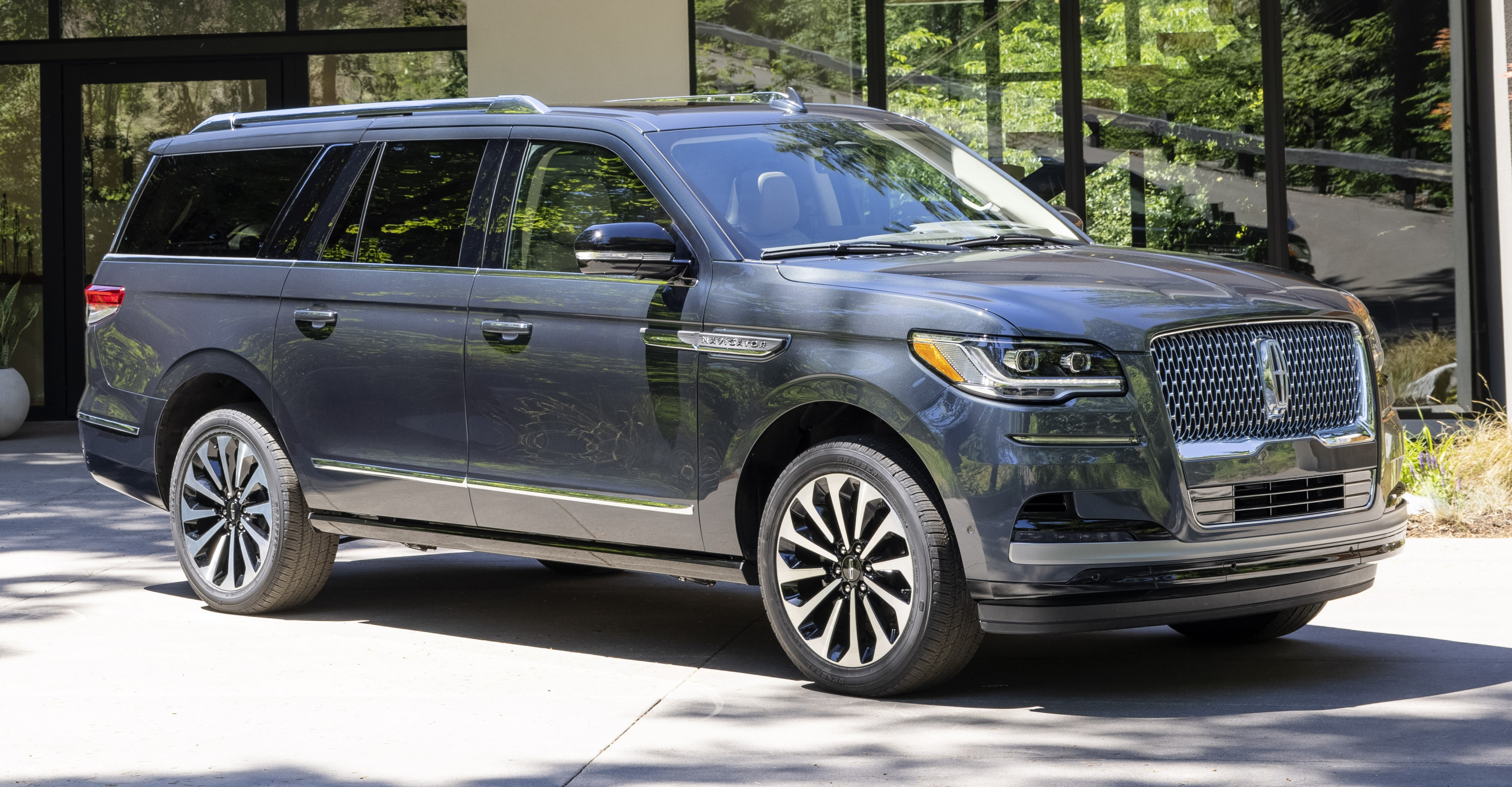
Lincoln Navigator Black Label (з 2021)

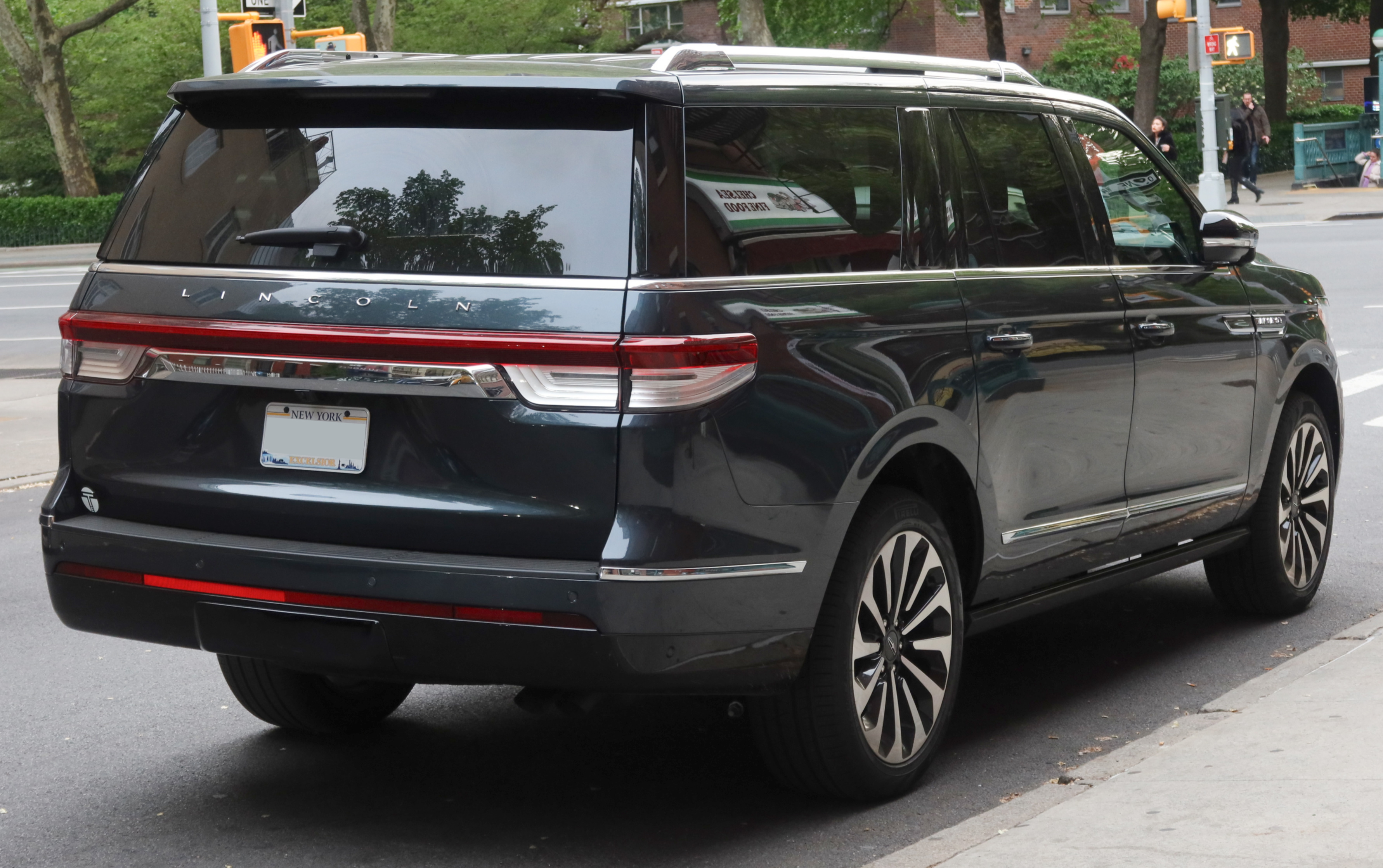
Lincoln Navigator L (з 2021)

В 2016 році на автосалоні в Лос-Анджелес дебютував Lincoln Navigator Concept, що є предвісником четвертого покоління серійної моделі, виробництво якої почалося 25 вересня 2017 році. Автомобіль з завдоським індексом (U554) збудовано на новій платформі T3 з бензиновим двигуном 3,5 л EcoBoost V6, що працює в парі з 10-ст. АКПП 10R80 SelectShift. Двигун і коробка передач від Ford F-150 SVT Raptor. Автомобіль отримав алюмінієвий кузов та раму з надміцної сталі і незалежну підвіску всіх коліс. На вибір пропонується задній або повний привод.

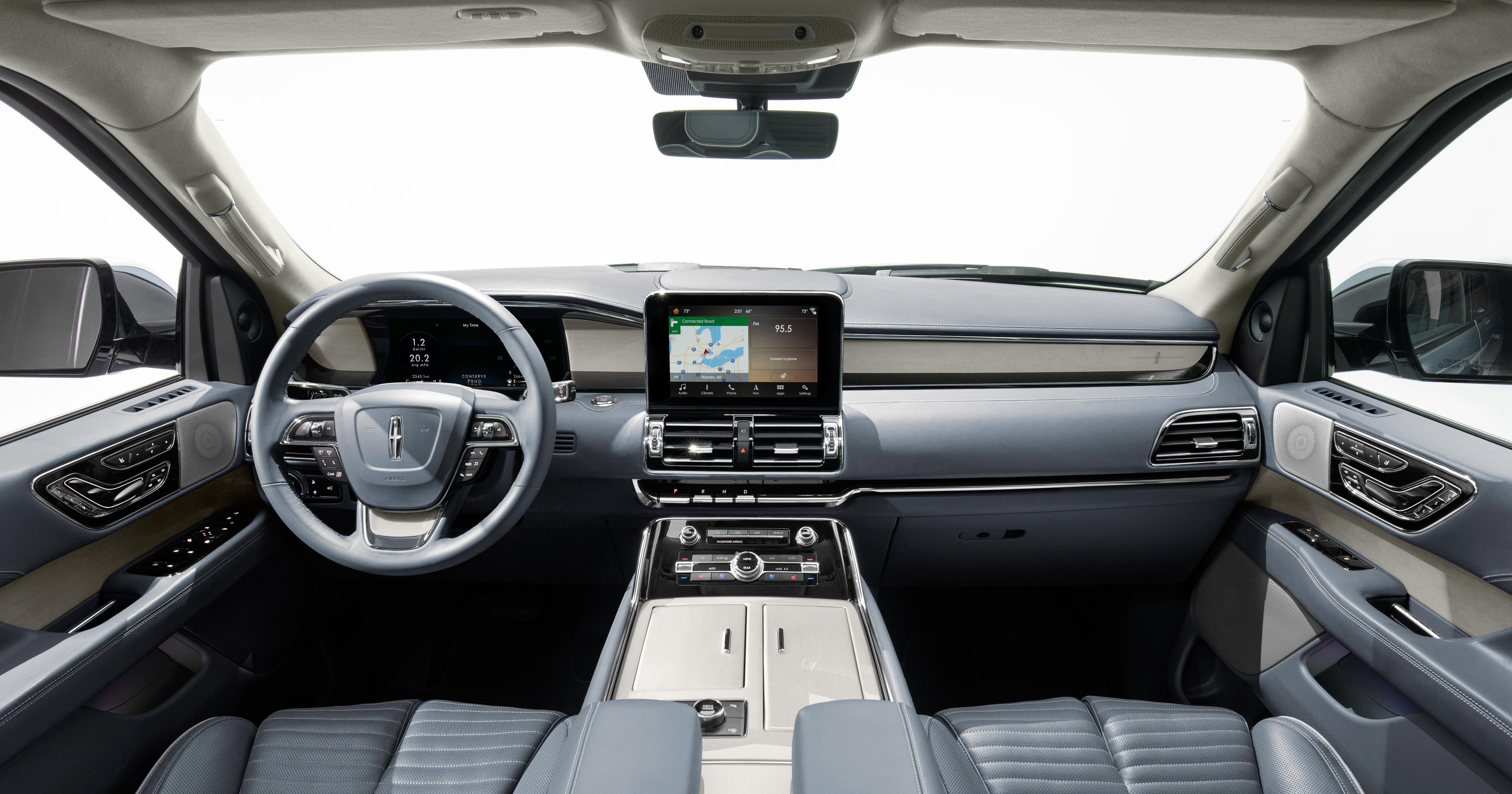

На ринок автомобіль пропонується в двох варіантах козова, звичайний і подовжений L.
Оснащення: адаптивні (з ростом швидкості) фари, оптитронная 12-дюймова TFT-панель приладів, шість подушок безпеки, системи динамічної стабілізації Advance Trac і запобігання перекиданню RSC, адаптивний круїз-контроль з функцією стоп-старт, маневрування з причепом, мультимедійна система Sync 3 (екран 7 дюймів, аудіосистема Revel c MP3, USB, SD, HDMI, Bluetooth, Sync AppLink, 14 динаміків, голосовий ассістер Alexa, WiFi інтернет для 10 пристроїв, підтримка Apple Car і Android Auto, навігація, супутникове радіо Sirius), оздоблення керма і центральної консолі деревом, роздільний клімат-контроль, розділені задні сидіння (другий ряд — 20:40:20, третій — 40:60), бездротова підзарядка для смартфона, електроприводи стекол, дзеркал і дверки багажника, 6 USB-портів, чотири розетки на 12V і одна на 110V, панорамний люк. За доплату: проєкційний HUD-дисплей, передні сидіння з 15 електрорегулюванням, оброблені натуральною шкірою, з електроприводом, підігрівом, вентиляцією і масажем, пам'ять налаштувань сидіння, кліматичної установки і розважальної системи з ДУ, електропривод складання другого і третього рядів сидінь, аудіосистема Revel Ultima з 20-у динаміками, розважальна DVD/TV система з двома 10-дюймовими планшетами для пасажирів другого ряду з трансляцією через приставку Slingbox і трьома режимами «кінотеатру», система кругового огляду, світлова проєкція фірмової емблеми перед входом, електроприводи бічних підніжок. Найкраще оснащена комплектація називається Black Label.
Lincoln Navigator має великий, навіть за стандартнами класу, багажник. Модель зі стандартною колісною базою пропонує максимум 2915 л, версія L — 3400 л. 

### Двигуни
| Роки виробництва | Об'єм | Двигун                       | Потужність | Крутний момент | Примітки |
| ---------------- | ----- | ---------------------------- | ---------- | -------------- | -------- |
| з 04/2017        | 3,5 л | Ford Ti-VCT EcoBoost 3.5L V6 | 415 к.с.   | 670 Нм         | Китай    |
| з 11/2017        | 3,5 л | Ford Ti-VCT EcoBoost 3.5L V6 | 456 к.с.   | 691 Нм         | США      |

## П'яте покоління (з 2025)

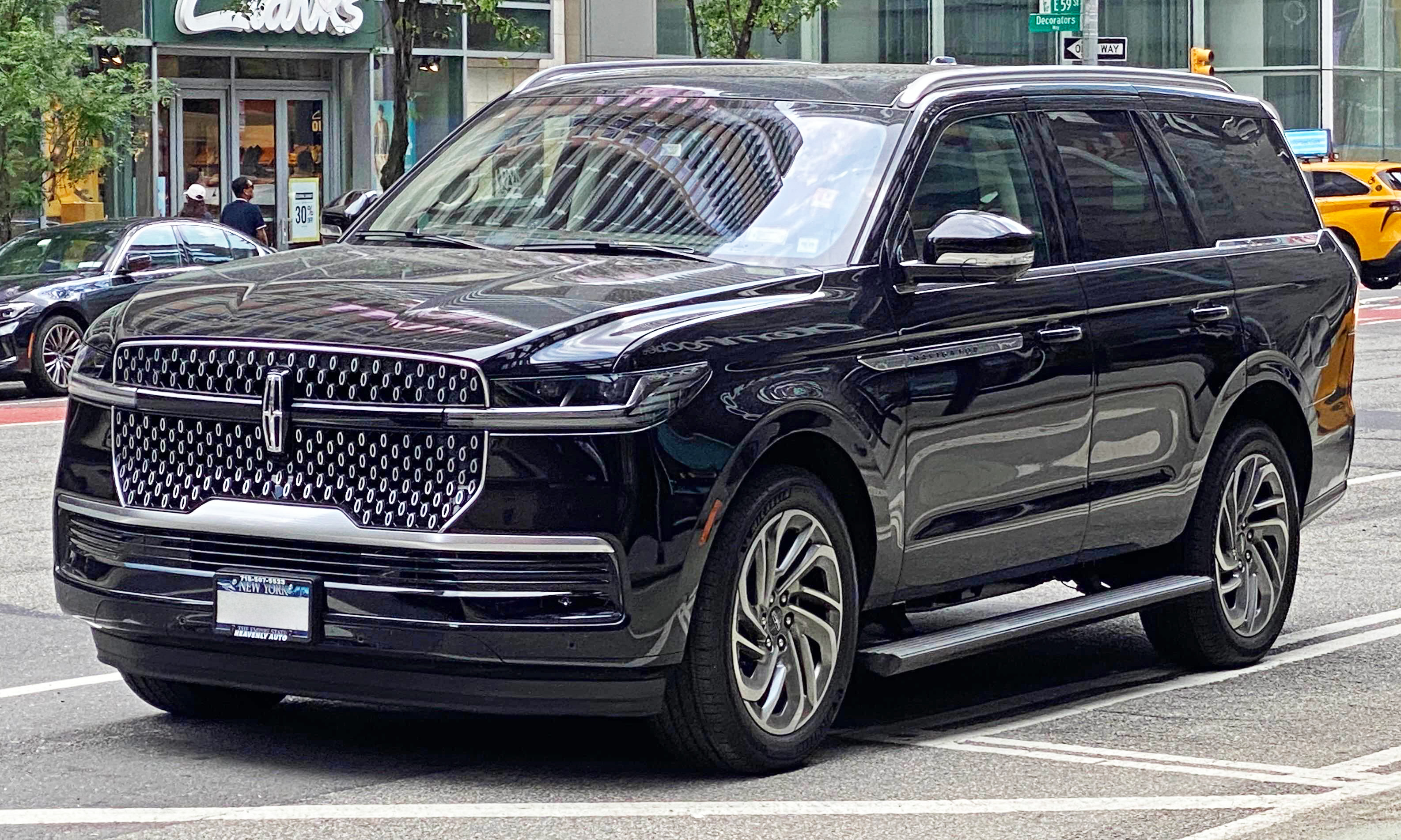
Lincoln Navigator (з 2025)

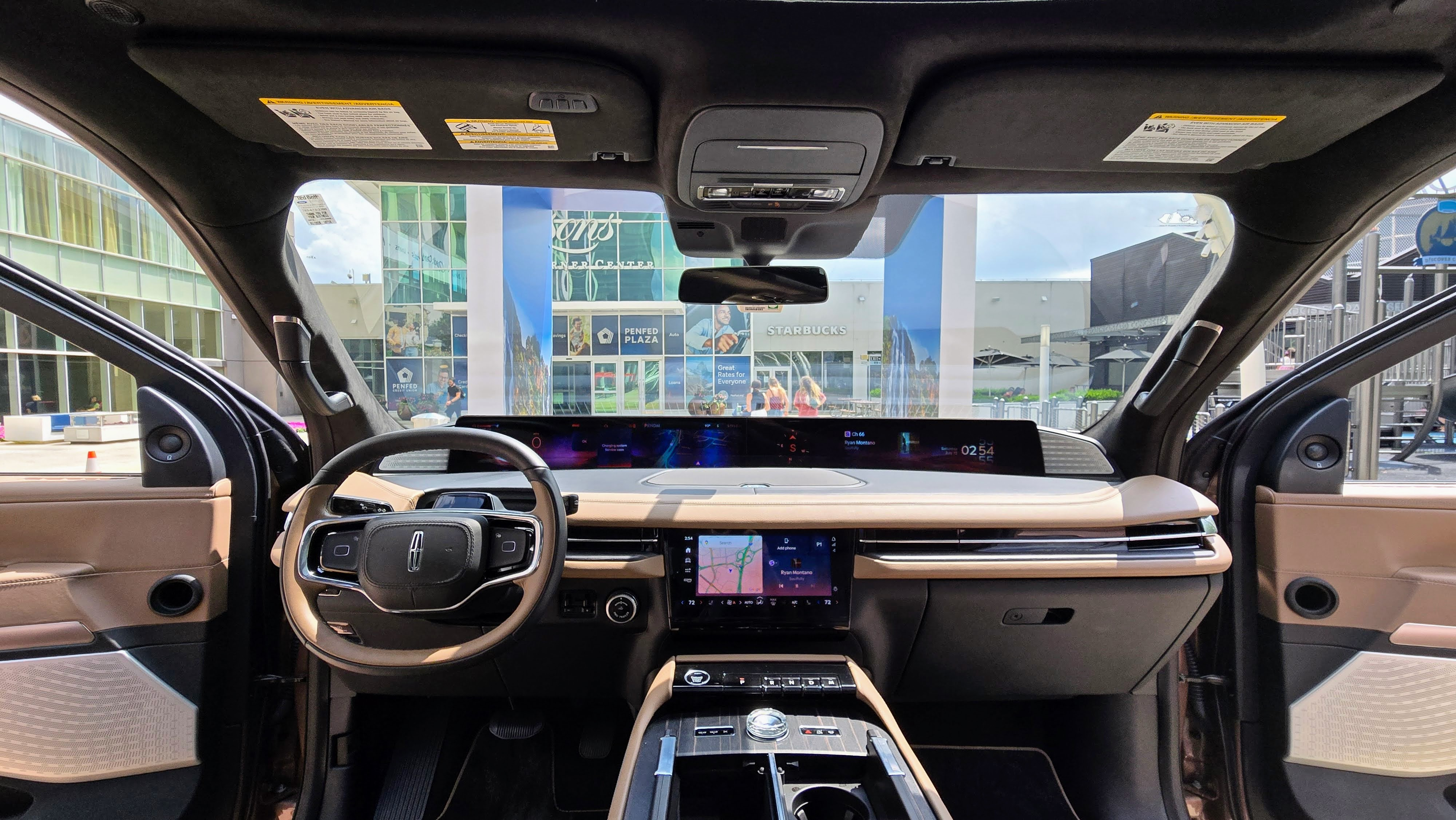

П’яте покоління Navigator було представлено 15 серпня 2024 року, його стиль був натхненний Lincoln Nautilus та Aviator.
Він має підсвічену світлову панель на решітці радіатора спереду та світлодіодні задні ліхтарі на всю ширину ззаду. Фари мають вітальну послідовність Lincoln Embrace під час наближення автомобіля. Вперше Navigator доступний з 24-дюймовими легкосплавними дисками.
Інтер'єр оснащений інтерфейсом користувача Lincoln Digital Experience з 48-дюймовим дисплеєм на всю ширину, що займає верхню частину приладової панелі, з вбудованим Google. 
Як панель керування використовується 11,1-дюймовий сенсорний екран. Інші функції інтер'єру включають аудіосистему Revel Ultima 3D з 28 динаміками, цифровий аромат Lincoln Digital Scent, систему Lincoln Rejuvenate та сидіння другого ряду з електрорегулюванням та функцією масажу.

### Двигун
- 3.5 L Ford EcoBoost D35 Twin-Turbo V6

## Продажі в США
| Рік  | Всього авто |
| ---- | ----------- |
| 1999 | 39,250      |
| 2000 | 37,923      |
| 2001 | 31,759      |
| 2002 | 30,613      |
| 2003 | 38,742      |
| 2004 | 36,398      |
| 2005 | 25,844      |
| 2006 | 23,947      |
| 2007 | 24,050      |
| 2008 | 14,836      |
| 2009 | 8,057       |
| 2010 | 8,245       |
| 2011 | 8,018       |
| 2012 | 8,371       |
| 2013 | 8,613       |
| 2014 | 10,433      |
| 2015 | 11,964      |
| 2016 | 10,421      |
| 2017 | 10,523      |
| 2018 | 17,839      |